# Pritikin-Diät
Die Pritikin-Diät wurde von dem amerikanischen Erfinder, Ernährungsberater und Sachbuchautor Nathan Pritikin in den 1950er Jahren zur Vorbeugung gegen Cholesterin-Ablagerungen in den Arterien entwickelt. Die Diät setzt auf eine kohlenhydratreiche Ernährung. Fett sollte so wenig wie möglich eingenommen werden, 80 % der Nahrung besteht aus Kartoffeln, Reis, Nudeln, Vollkornbrot und Hülsenfrüchten. Zudem ist es gestattet, Gemüse, Obst, Salat, fettarme Suppen, Fisch und mageres Fleisch zu essen. Gesättigte Fettsäuren, verarbeitetes Fleisch und cholesterinreiche Lebensmittel sollten gemieden werden. Der Konsum kleiner Mengen an Speiseöl, Speisesalz, Zucker und anderen Süßungsmitteln sowie weißen Getreideprodukten ist erlaubt, jedoch wird abgeraten, mehr als ca. 2700 kJ (= 650 kcal) pro Tag zu sich zu nehmen.

## Konzeption
Die Konzeption einer Pritikin-Diät sieht vor, dass 5–10 % der zugeführten Energie aus Nahrungsfetten stammen, 10–15 % aus Nahrungsproteinen und 70–80 % aus Kohlenhydraten. Es gibt drei Rezepttypen: Feinschmecker, Singles und Familien. Auf Grund dessen können die Mahlzeiten angepasst werden und eine abwechslungsreiche Gestaltung des Diätplanes wird ermöglicht. Viel Wert wird auf sportliche Aktivitäten gelegt, welche regelmäßig durchgeführt werden müssen. Auf Grund der ballaststoffreichen Nahrungsmittel soll sich ein schnelles Sättigungsgefühl entwickeln. Durch den hohen Anteil an stärkehaltigen Pflanzen soll eine ausreichende Energiezufuhr erreicht werden; ebenso kann die Diät nach Auffassung ihrer Anhänger alle wichtigen Aminosäuren enthalten.